# Phagocata prosorchis
Phagocata prosorchis is een platworm (Platyhelminthes). De worm is tweeslachtig. De soort leeft in of nabij zoet water.
Het geslacht Phagocata, waarin de platworm wordt geplaatst, wordt tot de familie Planariidae gerekend. De wetenschappelijke naam van de soort werd, als Fonticola prosorchis, voor het eerst geldig gepubliceerd in 1937 door Roman Kenk. De soort komt ook in de literatuur voor als Atrioplanaria prosorchis.